# Meghli
Il Meghli  è un budino a base di riso speziato, tipico della cucina libanese. Viene tradizionalmente servito per festeggiare un neonato in famiglia.

## Descrizione
Il Meghli è un dessert a base di budino di riso infarinato e speziato con anice, cumino e cannella. Il piatto è spesso guarnito con scaglie di cocco essiccate e frutta secca tra cui mandorle, noci, pinoli e pistacchi.